# Občina Vrhnika

Občina Vrhnika na mapě Slovinska

Občina Vrhnika je jednou z 212 občin ve Slovinsku. Rozkládá se ve Středoslovinském regionu. Je jednou z 25 občin regionu. Rozloha občiny je 126,3 km2 a v  lednu 2014 zde žilo 16 564 lidí. V občině je celkem 26 vesnic. Správním centrem občiny je vesnice Vrhnika.

## Poloha, popis
Občina se nachází zhruba 20 km jihozápadně od Lublaně, hlavního města státu. Územím prochází dálnice A1 směřující z Lublaně až k Jaderskému moři do města Koper.
Sousedními občinami jsou : Dobrova-Polhov Gradec a Horjul na severu, Log-Dragomer, Brezovica a Borovnica na východě, Cerknica na jihu a Logatec na západě.

## Osady v občině
Bevke, Bistra, Blatna Brezovica, Drenov Grič, Jamnik, Jerinov Grič, Kurja vas, Lesno Brdo, Mala Ligojna, Marinčev Grič, Mirke, Mizni Dol, Padež, Podlipa, Pokojišče, Prezid, Sinja Gorica, Smrečje, Stara Vrhnika, Strmica, Trčkov Grič, Velika Ligojna, Verd, Vrhnika, Zaplana, Zavrh pri Borovnici.